# Brudzew

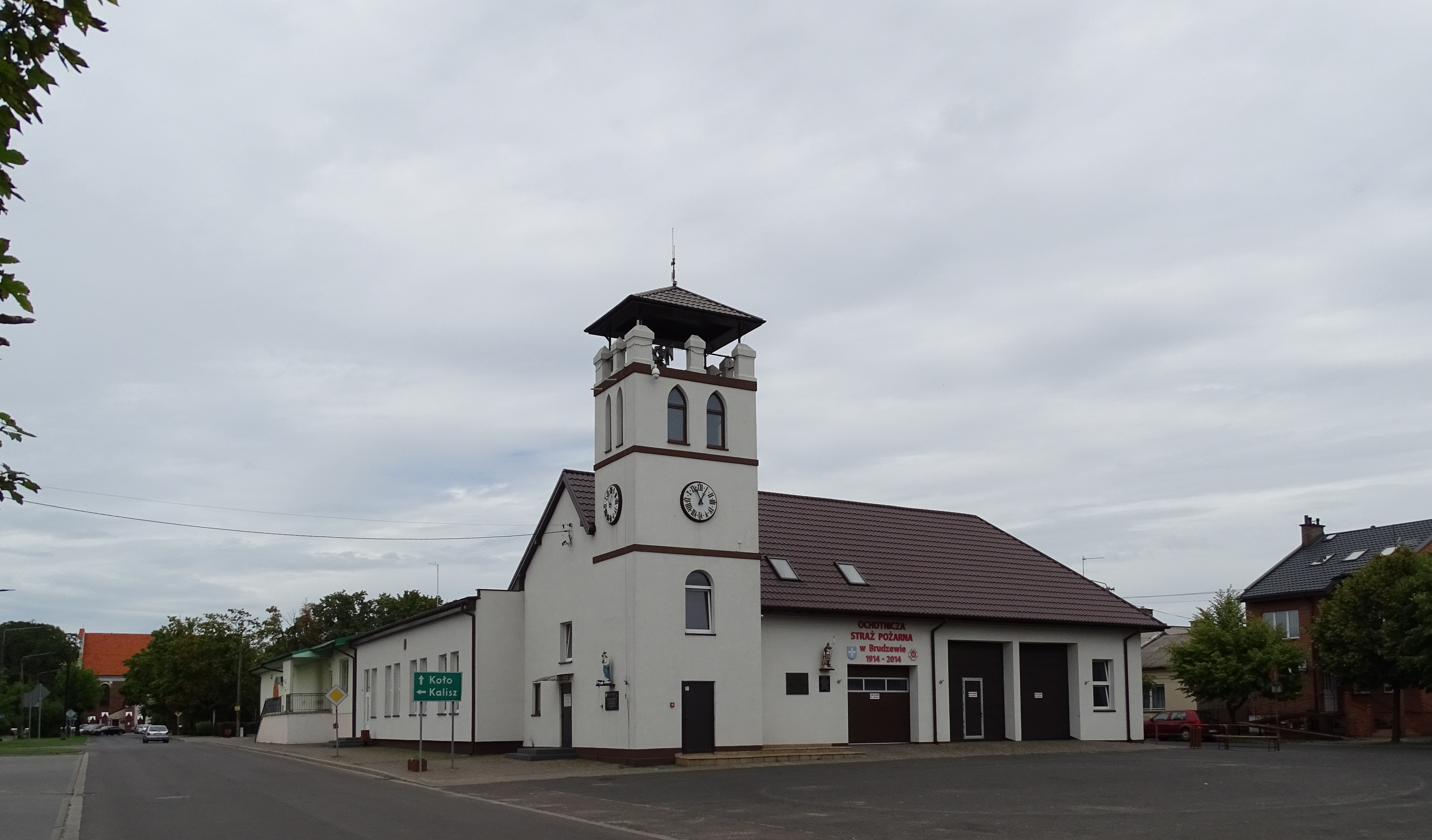
Frivilliga brandkåren startades 1914.

Brudzew är en by i Tureks powiat i Storpolens vojvodskap i Polen. Enligt folkräkningen 2006 bodde 1620 personer på orten.